# ناريات وأشباهها
الناريات وأشباهها أو فوق فصيلة فراشات البيرالويديا (الاسم العلمي: Pyraloidea)، هي فوق فصيلة من الحشرات تتبع رتيبة ذوات الخرطوم من رتبة حرشفيات الأجنحة.

## التصنيف
- فصيلة عثث العشب
  - أسرة الغلافيراوات
    - القبيلة الغلافيراوية
      - جنس الهلولة